# Clare Boothe Luce

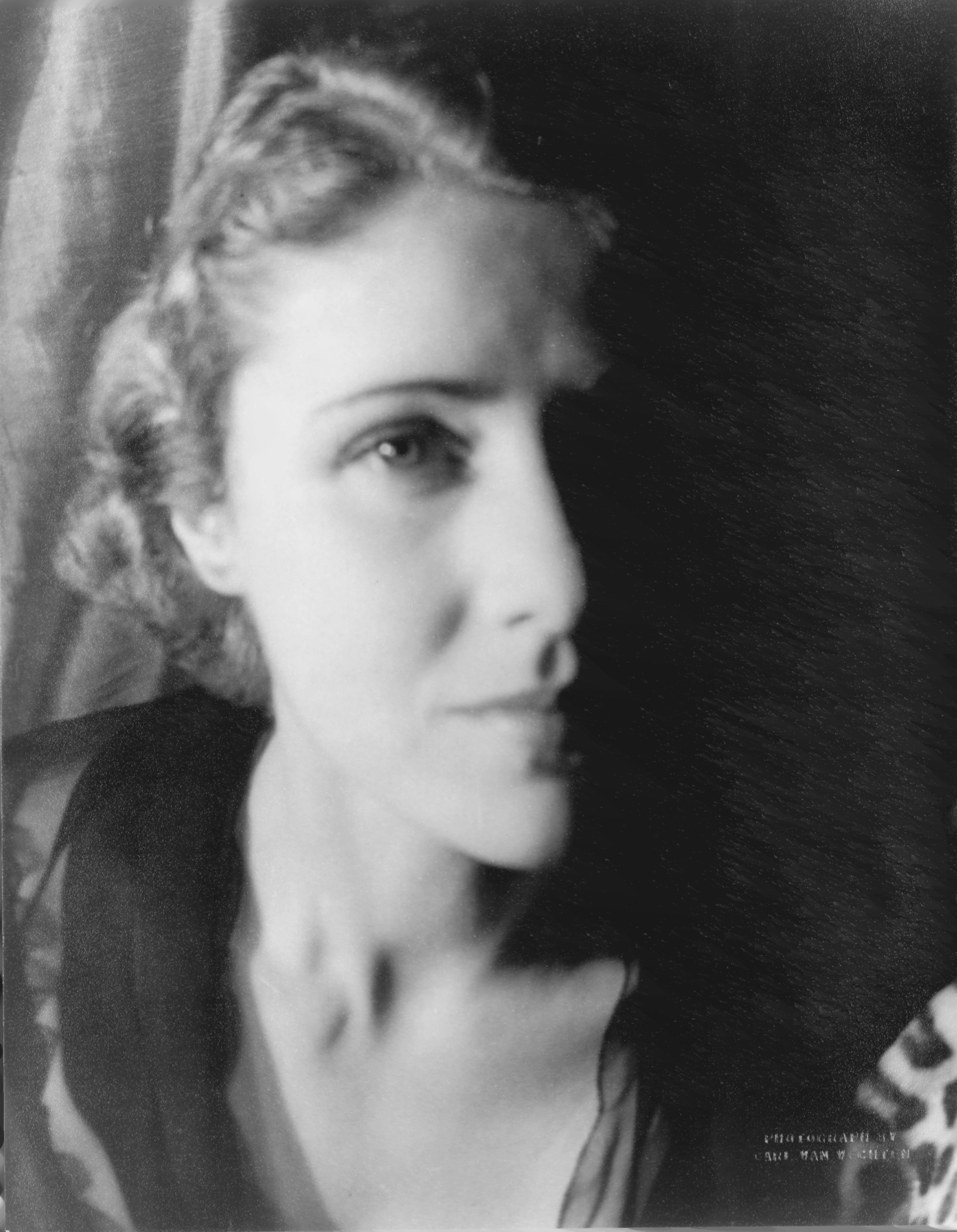
Clare Boothe Luce 1932. Foto: Carl Van Vechten

Clare Boothe Luce, född som Ann Clare Boothe den 10 mars (men använde sig officiellt av datumet 10 april) 1903 i New York i New York, död 9 oktober 1987 i Washington, D.C., var en amerikansk politiker, ambassadör, kongressledamot, dramatiker och journalist.
Hon arbetade för tidskriften Vanity Fair från 1929 och var tidskriftens verkställande direktör 1933–1934. Hon skrev även flera framgångsrika teaterstycken, såsom The Women (1936), Kiss the boys goodbye (1938) och Margin for Error (1939). Hon har även utgett Stuffed shirts (1931) och Europé in the spring (1940).
Från 1935 var hon gift med Henry Robinson Luce, som ägde tidskrifter som TIME Magazine, Life och Fortune Magazine.
I presidentvalet 1940 deltog hon aktiv i den republikanska kampanjen för Wendell Willkie.
Boothe Luce var republikansk medlem av kongressen 1943–1947 samt var USA:s ambassadör i Italien 1953–1956.